# Pontamman

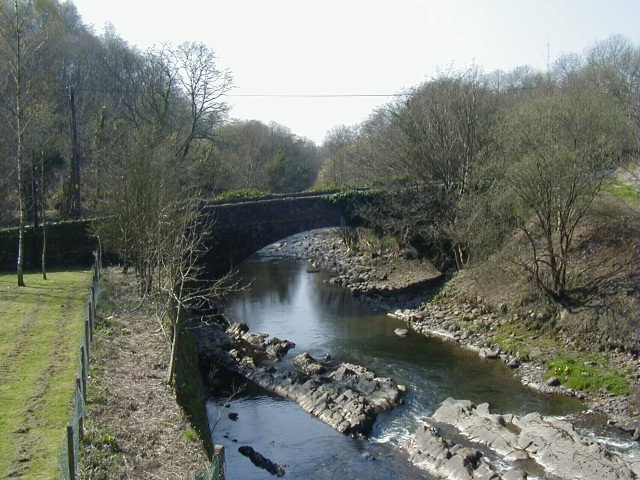
Most přes řeku Amman

Pontamman (velšsky Pontaman) je malá vesnice ležící na jihovýchodě hrabství Carmarthenshire ve Walesu. Svůj název dostala podle starého mostu, který v těchto místech leží na řece Amman. Vesnicí prochází silnice A474 a leží východním směrem od Ammanfordu. Dále na východ leží vesnice Glanamman.